# Rocznik Toszecki
Rocznik Toszecki – periodyk recenzowany, poświęcony problematyce lokalnego dziedzictwa historyczno-kulturowego gminy Toszek. W bibliografii wydawnictw Biblioteki Narodowej pozycja 2017/299. W międzynarodowym systemie informacji o wydawnictwach ciągłych (ISSN) numer 2543-8743.

## Powstanie i charakter czasopisma
Pierwszy numer Rocznika Toszeckiego ukazał się w roku 2017 z inicjatywy toszeckiego samorządu. Wydanie zbioru artykułów poprzedziły prace koncepcyjne, podczas których głównym konsultantem był prof. Ryszard Kaczmarek, dyrektor Instytutu Badań Regionalnych Biblioteki Śląskiej w Katowicach. Przyjęto popularnonaukowy profil wydawnictwa z zachowaniem jednolitych standardów formalnych publikowanych artykułów. Typy publikowanych tekstów: publikacje popularnonaukowe, naukowe, literatura faktu, eseje, publicystyka, publikacje informacyjne.

## Tematyka, autorzy
Publikowane w Rocznikach Toszeckich teksty dotyczą w szczególności lokalnej i regionalnej historii, spraw kultury i sportu, religii, znaczących wydarzeń, ukazują się teksty o charakterze wspomnieniowym, wywiady, relacje z przeglądu dawnej prasy, omówienia wyników badań naukowych, a także prezentacje postaci godnych upamiętnienia. Zawartość kolejnych numerów ilustrują spisy treści dotychczasowych wydań z lat 2017, 2018, 2019, 2020, 2021, 2022. Autorami artykułów są obecni i byli mieszkańcy gminy Toszek, a także inni znawcy lokalnych i regionalnych dziejów, w tym profesjonalni historycy i naukowcy innych dyscyplin.

## Redakcja, recenzenci
Koordynator wydań – Piotr Kunce, samorządowiec, odpowiada w szczególności za pozyskiwanie autorów artykułów i harmonogram prac. Redaktor merytoryczny – Damian Halmer, historyk i wydawca, odpowiada za jednolite standardy formalne i merytoryczne publikowanych tekstów. Redaktor prowadzący – Artur Czok, dyrektor Centrum Kultury „Zamek w Toszku”, odpowiada (w latach 2017–2018 wspólnie z Dominiką Witkowską) za formalności związane z wydaniem zbiorów artykułów oraz dystrybucję i promocję kolejnych edycji. Autorkami rysunków na okładce, prezentujących charakterystyczne miejsca w gminie Toszek, są Aleksandra Dielehner (2017-2020) i Agata Przewieźlik (od 2021).
Recenzentami naukowymi pisma byli dotychczas prof. dr hab. Ryszard Kaczmarek (2017), prof. dr hab. Anna Pobóg-Lenartowicz (2018), dr hab. Maciej Fic, prof. UŚ (2019), dr hab. Lech Krzyżanowski, prof. UŚ (2020), dr hab. Mariusz Patelski, prof. UO (2021), dr hab. Miłosz Skrzypek, prof. UŚ (2022).